# Russula subnigricans
Russula subnigricans é um fungo que pertence ao gênero de cogumelos Russula na ordem Russulales. Foi descrito cientificamente por Tsuguo Hongo em 1955. É encontrado no Japão, Taiwan e China.

## Nome
O nome foi anteriormente aplicado ao fungo norte-americano Russula eccentrica na Califórnia., depois reclassificado como Russula cantharellicola e cresce em associação com o carvalho (Quercus agrifolia) em habitats de florestas da Califórnia.